# Сахарна (станція)
Сахарна (до 2009 року — Цукрова) — проміжна залізнична станція Знам'янської дирекції Одеської залізниці.
Розташована в селі Саблине Знам'янського району Кіровоградської області на лінії Знам'янка — Долинська між станцією Медерове (9,5 км) та роз'їздом 5 км (6,5 км).

## Історія
Станція була відкрита на лінії Знам'янка-Пасажирська — Долинська в 1902 році.